# Смерш (телесериал, 2007)
«СМЕРШ» — российский телесериал 2007 года.

## Сюжет
1945 год. Группа офицеров СМЕРШа едет в отпуск в Москву. По дороге они останавливаются в белорусском городе Гродно, где встречают старого друга, который просит их помощи в борьбе с безжалостной бандой и её главарём Юзефом Бернацким, терроризирующими город. В итоге, все оказываются втянутыми в череду драматических событий, где личные чувства идут вразрез с долгом, и противники играют не по правилам.
В итоге жена главаря Каролина гибнет от рук Быкова, а сам главарь кончает жизнь самоубийством

## В ролях

### Главные роли
- Антон Сёмкин — Андрей Быков, лейтенант СМЕРШа
- Андрей Егоров — Григорий Лубенец, капитан СМЕРШа
- Антон Макарский — Паша Вехлич, лейтенант СМЕРШа
- Светлана Устинова — Павлинка
- Андрей Соколов — Юзеф Бернацкий, главарь банды
- Екатерина Редникова — Каролина, жена Юзефа

### Остальные роли
- Сергей Лобанов — Иван Ищенко
- Татьяна Черкасова — Альбина Здорнова
- Томас Жайбус — Арвидас, брат Альбины
- Борис Химичев — Виктор Рыбаков, комендант
- Евгений Никитин — Михаил Капитонов
- Олег Корчиков — Болеслав Тышковец
- Нина Пискарёва — жена Болеслава
- Дарюс Гаумаскас — Франек, брат Юзефа
- Владимир Яглыч — Михась, член банды
- Жанна Прохоренко — мать Михася
- Алексей Шевченков — «Лопата»
- Андрей Олиференко — «Клык»
- Андрей Душечкин — аптекарь
- Андрей Карако — «Кудрый», член банды
- Нелли Пшённая — Агнесса, тётка Юзефа
- Татьяна Новик — Олеся
- Геннадий Мушперт (озвучивает Александр Шелкоплясов) — режиссёр драмкружка
- Постановщик трюков: Игорь Новоселов.
- Каскадёры: Анзор Тхайцуков, Олег Корытин, Денис Жильцов, Алексей Куянов, Александр Черных, Сергей Лукьянов, Сергей Шолохов.